# 5001 EMP
5001 EMP è un asteroide della fascia principale. Scoperto nel 1987, presenta un'orbita caratterizzata da un semiasse maggiore pari a 2,6640747 UA e da un'eccentricità di 0,1701332, inclinata di 13,71046° rispetto all'eclittica.
Dal 21 novembre 1991 al 18 febbraio 1992, quando 5006 Teller ricevette la denominazione ufficiale, è stato l'asteroide denominato con il più alto numero ordinale. Prima della sua denominazione, il primato era di 4875 Ingalls.
L'asteroide è dedicato alla Ehfemeridy Malykh Planet, o  Ephemerides of Minor Planets, la pubblicazione annuale a cura dell'IAU dei parametri orbitali dei corpi minori.